# Hymn Francji
Marsylianka (fr. La Marseillaise) – hymn państwowy Francji oraz jej departamentów i terytoriów zamorskich: Gwadelupy, Gujany Francuskiej, Majotty, Martyniki, Polinezji Francuskiej, Reunionu, Saint-Pierre i Miquelon oraz Wallis i Futuny.

## Historia
Słowa i muzykę pieśni stworzył 25 kwietnia 1792 Claude Joseph Rouget de Lisle na widok wymarszu rewolucyjnej Armii Renu. Stąd jej oryginalna nazwa to: Chant de marche de l'Armée du Rhin lub Chant de guerre pour l'armée du Rhin (Marsz wojenny Armii Renu lub Pieśń wojenna Armii Renu). Jej pierwsze wykonanie miało miejsce 26 kwietnia tegoż roku. Zdobyła wielką popularność w okresie rewolucji francuskiej. Wówczas jako pierwsi zaśpiewali ją żołnierze z Marsylii, biorący udział w walkach o pałac Tuileries w Paryżu. Tak powstała jej nowa nazwa, najpierw Marche de Marseille, a później ostatecznie La Marseillaise, czyli Marsylianka.
14 lipca 1795 została ogłoszona hymnem państwowym, zastępując zniesioną w 1792 pieśń Vive la Henri IV. W 1830 nową aranżację muzyki zaproponował Hector Berlioz. Marsylianka przestała być hymnem narodowym Francji (zastąpiona przez Pieśń wymarszu w 1799) w okresie I Cesarstwa, zaś podczas restauracji śpiewania jej zakazano. Monarchia lipcowa hymnem państwowym uczyniła La Parisienne Delavigne'a, władze Drugiej Republiki zmieniły ją na Le Chant des Girondins zastąpioną przez Partant pour la Syrie w II Cesarstwie. Uchwałą Izby Deputowanych z 14 lutego 1879 stała się ona oficjalnym hymnem III Republiki.
W czasie II wojny światowej Marsylianka pozostała hymnem środowisk walczących o wyzwolenie Francji spod hitlerowskiej okupacji – Ruchu Oporu w kraju oraz Komitetu Wolnej Francji (później Francuskiego Komitetu Wyzwolenia Narodowego) w Wielkiej Brytanii i wyzwolonych koloniach, a następnie Rządu Tymczasowego Republiki Francuskiej. Niemcy zakazali jej śpiewania w strefie północnej. Wykonanie hymnu stanowiło wówczas akt dużej odwagi. W strefie południowej, okupowanej dopiero od 1942, rząd kolaboracyjny uznał wprawdzie Marsyliankę za hymn Państwa Francuskiego, jednak śpiewać można było tylko w obecności przedstawicieli władzy lub za specjalnym zezwoleniem. Każde wykonanie Marsylianki bez zezwolenia groziło karą pozbawienia wolności. Publicznie wykonywano tylko fragmenty odpowiadające polityce nowego państwa. Od 1941 petainowcy starali się ją zastąpić pieśnią Marszałku, oto jesteśmy.
Po II wojnie światowej, w konstytucji zarówno Czwartej (1946), jak i Piątej Republiki (1958), ponownie uznano Marsyliankę za hymn państwowy.

## Słowa
| oryginalny tekst francuski | przekład Edwarda Porębowicza na język polski |

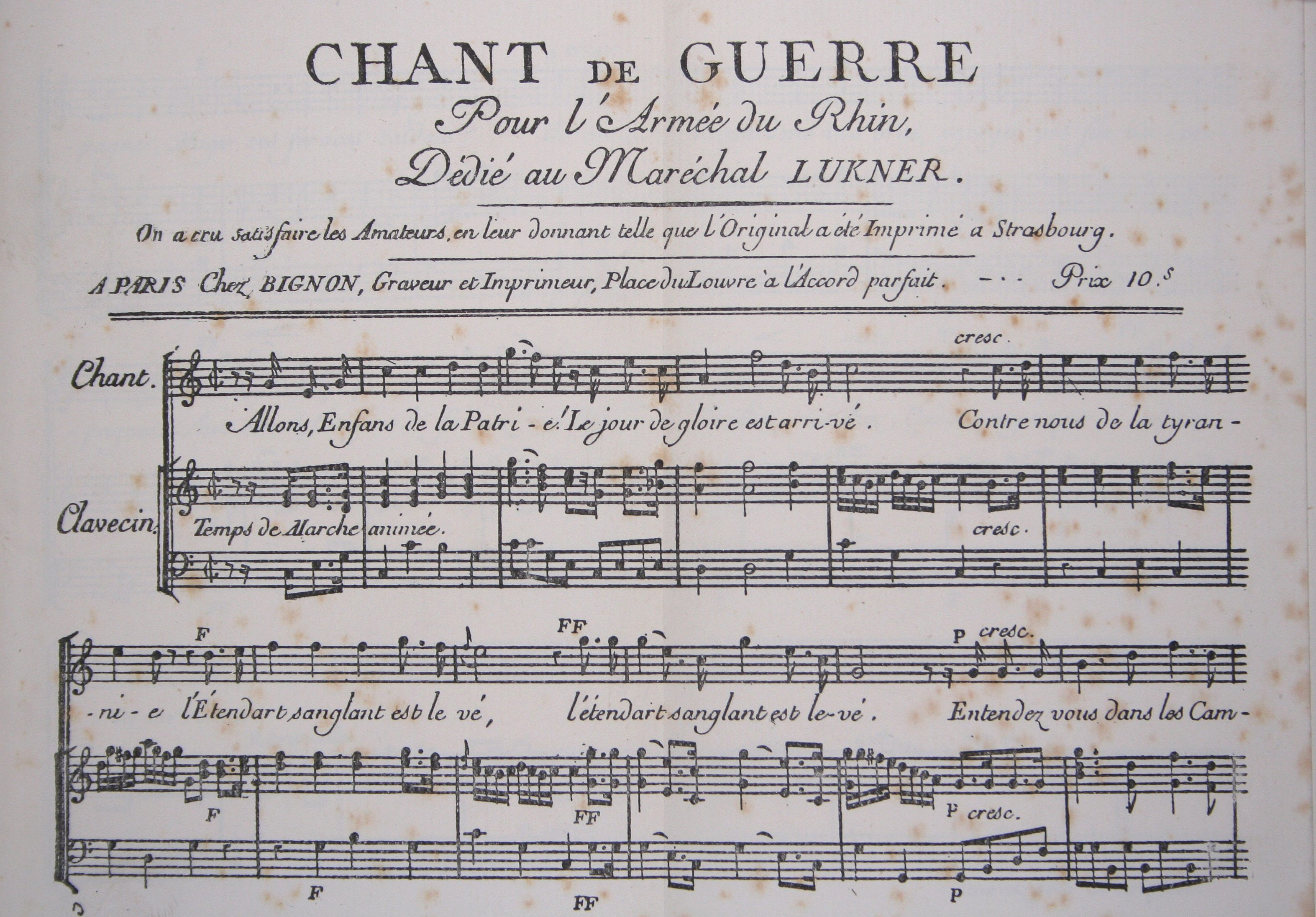
Marsylianka – fragment wydania z XIX w. (opracowanie na głos i klawesyn)

| La Marseillaise Allons enfants de la Patrie, Le jour de gloire est arrivé. Contre nous de la tyrannie L'étendard sanglant est levé, L'étendard sanglant est levé ! Entendez-vous dans les campagnes Mugir ces féroces soldats ? Ils viennent jusque dans nos bras Égorger vos fils, vos compagnes. Refrain: Aux armes, citoyens, Formez vos bataillons ! Marchons, marchons ! Qu'un sang impur Abreuve nos sillons. Que veut cette horde d'esclaves, De traîtres, de rois conjurés ? Pour qui ces ignobles entraves, Ces fers dès longtemps préparés, Ces fers dès longtemps préparés ? Français, pour nous, ah quel outrage Quel transport il doit exciter ! C'est nous qu'on ose méditer De rendre à l'antique esclavage. Refrain: Aux armes… Quoi ! Des cohortes étrangères Feraient la loi dans nos foyers ! Quoi ! Ces phalanges mercenaires Terrasseraient nos fiers guerriers, Terrasseraient nos fiers guerriers ? Grand Dieu ! Par des mains enchaînées Nos fronts, sous le joug, se ploieraient. De vils despotes deviendraient Les maîtres de nos destinées. Refrain: Aux armes… Tremblez, tyrans, et vous, perfides, L'opprobre de tous les partis. Tremblez, vos projets parricides Vont enfin recevoir leurs prix ! Vont enfin recevoir leurs prix ! Tout est soldat pour vous combattre. S'ils tombent, nos jeunes héros, La terre en produit de nouveaux Contre vous, tous prêts à se battre. Refrain: Aux armes… Français, en guerriers magnanimes Portez ou retenez vos coups. Épargnez ces tristes victimes À regrets s'armant contre nous ! À regrets s'armant contre nous ! Mais ces despotes sanguinaires, Mais les complices de Bouillé, Tous ces tigres qui sans pitié Déchirent le sein de leur mère ! Refrain: Aux armes… Amour sacré de la Patrie Conduis, soutiens nos bras vengeurs. Liberté, Liberté chérie, Combats avec tes défenseurs, Combats avec tes défenseurs. Sous nos drapeaux, que la victoire Accoure à tes mâles accents, Que tes ennemis expirants Voient ton triomphe et notre gloire ! Refrain: Aux armes… (Couplet des enfants) Nous entrerons dans la carrière Quand nos aînés n'y seront plus. Nous y trouverons leur poussière Et la trace de leur vertus ! Et la trace de leur vertus ! Bien moins jaloux de leur survivre Que de partager leur cercueil, Nous aurons le sublime orgueil De les venger ou de les suivre. Refrain: Aux armes… | Marsylianka I naprzód marsz, Ojczyzny dzieci, Bo nadszedł chwały naszej dzień. To tyran przeciw nam zawiesił Zbroczony krwawo sztandar ten. Słyszycie z bitew pól niesiony. Żołnierzy przeokrutnych ryk? Już idą, wam zaciągnąć stryk, By zarżnąć wasze syny, żony Refren: Do broni, bracia dziś! Zewrzyjcie szyki wraz! I marsz, i marsz! By ziemię krwią napoić, przyszedł czas! Cóż chce służalczy tłum i zmowy Ludzi, co zdradę wszędzie ślą, I łańcuch hańby już gotowy, Czyjże kark skrępować chcą? Wstyd nasz, Francuzi, czy czujecie? Czy wasza krew nie burzy się, Że tyran wolnych wtłoczyć chce Pod jarzmo, co niewolnych gniecie? Refren: Do broni… Co? Stopa obcych najezdników Świeży kwiat naszych wojowników Ma skalać siedzib naszych próg? Lec ma od miecza podłych sług? Przebóg! Żołdacka dłoń skalana Ma karki nasze w jarzmo wbić A jeśli nam pozwolą żyć, Masz to być łaską sług tyrana? Refren: Do broni… Biada despotom, zdrajcom biada! Zadrżyj, o hańbo naszych dni! Przez was Ojczyzna kona blada, A ojcobójstwo woła krwi! Wojaków dość, by was wyparli, A jeśli zginie młodsza brać, To Francja każe zmarłym wstać I z mieczem na was spadną zmarli. Refren: Do broni… Francuzy, wielkoduszni wojownicy Niosą lub wstrzymują cios! Szczędzą te żałosne ofiary Co się na nich boją unieść broń! Lecz nie tych krwawych despotów, Lecz nie tych sprzedawczyków Bouillé Te wszystkie bezlitosne tygrysy Co matki łono rozerwały! Refren: Do broni… O miłości Ojczyzny święta! Dziś w zemście prowadź, wspieraj nas. O Wolności w sercach zaklęta! Z obrońcy Twymi wespół walcz. Zwycięstwo z Tobą dziś wspaniałe, Gdy z nami mężnych głosów duch. Niech zobaczy śmierci bliski wróg I tryumf twój, i naszą chwałę. Refren: Do broni… (tzw. Kuplet dziecięcy) Żołnierskie wybierzemy losy, Gdy nasi bliscy padną już, To my ich odnajdziemy prochy, To tam znajdziemy ślad ich cnót! Ich przeżyć nie jesteśmy radzi, Wolimy z nimi dzielić grób. Nam dany będzie zaszczyt ów Ich pomścić albo pójść w ich ślady. Refren: Do broni… |

## Wykonanie hymnu
- Przy oficjalnych okazjach śpiewa się zwykle zwrotki pierwszą i szóstą, czasami jeszcze siódmą oraz refren.

## Inne wersjeMarsylianki
- Marsylianka Komuny – hymn Komuny Paryskiej[6].
- Marsylianka Robotnicza – hymn Republiki Rosyjskiej[7].
- Marsylianka Socjalistyczna – hymn Prezydenta Chile Salvadora Allende. Po jego śmierci pieśń została zakazana przez reżim Augusto Pinocheta[8].
- Marsylianka Wielkopolska – polska pieśń patriotyczna.
- Biała Marsylianka(inne języki) (fr. La Marseillaise des Blancs) – nieoficjalny hymn powstańców wandejskich.
- pierwsze wersy hymnu francuskiego można usłyszeć w jednym z odcinków majowej demonstracji robotników (film „Powrót pancernika”) w Odessie w 1925 roku[9].